# Commissaire Dupin
« Georges Dupin » redirige ici. Pour l’article homophone, voir George Dupin.
Commissaire Dupin (Kommissar Dupin) est une série télévisée policière allemande adaptée des romans de Jean-Luc Bannalec ayant pour héros Georges Dupin, policier à Concarneau en Bretagne (France), et diffusée depuis le 16 avril 2014 sur ARD.
En France, la série est diffusée depuis le 17 juin 2018 sur France 3, et au Québec, elle est diffusée depuis le 25 mars 2022 sur Max,. En Suisse, elle est diffusée sur RTS Un.
La série est diffusée dans plus d'une quarantaine de pays.

## Synopsis
Les enquêtes d'un commissaire de police parisien muté à Concarneau en Bretagne.

## Adaptation en français
L'épisode Bretonisches Leuchten, sorti en 2017 en Allemagne, a pour cadre le village de Trégastel, sur la Côte de granit rose, proche de Perros-Guirec. Une version française sous forme de téléfilm adapté du roman policier est diffusée en France en octobre 2018 sur France 3, puis par un roman écrit, Les disparus de Trégastel, publié au printemps 2019 aux Presses de la cité. Les deux mettent en valeur de très beaux paysages.

## Distribution
- Pasquale Aleardi (VF : Pierre Tessier) : Georges Dupin
- Annika Blendl (de) : Nolwenn
- Ludwig Blochberger (de) (VF : Hervé Rey) : lieutenant Philippe Riwal
- Jan Georg Schütte (de) (VF : Tanguy Goasdoué) : lieutenant Thierry Kadeg
- Udo Samel : préfet Locmariaquer (épisodes 4 et 5)
- Christina Hecke (de) (VF : Marie Zidi) : Claire Lannoy

### Invités
- Sibylle Canonica (de) : Catherine Pennec (épisode 1)
- Rüdiger Klink (de) : Paul Girard (épisode 1)
- Walter Kreye : André Pennec (épisode 1)
- Gudrun Ritter (de) (VF : Nathalie Bleynie) : Francine Lajoux (épisode 1)
- Ulrike C. Tscharre : Morgane Cassel (épisode 1)
- Michael Prelle : Loic Pennec (épisode 1)
- Katrin Heß : Madame Sabatier (épisode 2) (Non créditée)
- David Bennent : Paul Daeron (épisode 3)
- Angela Winkler (VF : Martine Irzenski) : Sophie Bandol (épisode 4)
- Jennifer Ulrich : Louann Kolenc (épisode 4)

 Source et légende : version française (VF) sur RS Doublage

## Épisodes
1. L'École de Pont-Aven (Kommissar Dupin – Bretonische Verhältnisse) (16 avril 2014) - diffusion française 17 juin 2018
2. Triple Meurtre aux Glénan (Kommissar Dupin – Bretonische Brandung) (27 novembre 2014) - diffusion française 1er juillet 2018
3. Poison blanc (Kommissar Dupin – Bretonisches Gold) (19 mars 2015) - diffusion française 24 juin 2018
4. Un cadavre disparaît (Kommissar Dupin - Bretonischer Stolz) (2 mars 2017) - diffusion française 8 juillet 2018
5. Le Trésor d’Ys (Kommissar Dupin - Bretonische Flut)[7] (9 mars 2017) - diffusion française 15 juillet 2018
6. La Morte rose (Kommissar Dupin – Bretonisches Leuchten)[8] (1er mars 2018) - diffusion française 22 juillet 2018
7. Les Secrets de Brocéliande (Kommissar Dupin – Bretonische Geheimnisse)[9] (11 avril 2019) - diffusion française 3 mai 2020
8. La Croix d'Emma (Bretonisches Vermächtnis) (14 mai 2020) - diffusion française 5 septembre 2021
9. Sœurs ennemies (Bretonische Spezialitäten)[10] (6 mai 2021) - diffusion française 29 mai 2022[11]
10. Terrain de mésentente (Bretonische Idylle)[12] (14 avril 2022) - diffusion française 3 septembre 2023
11. Une famille endeuillée (Bretonische Nächte)[13] (20 avril 2023) - diffusion française 25 août 2024
12. titre en français inconnu (Bretonischer Ruhm) (28 mars 2024)

## Audiences en France
| Épisode | Diffusion                 | Diffusion     | Audience moyenne          | Audience moyenne                       | Audience moyenne | Réf.   |
| Épisode | Jour                      | Horaire       | Nombre de téléspectateurs | Part de marché (sur les 4 ans et plus) | Classement       | Réf.   |
| ------- | ------------------------- | ------------- | ------------------------- | -------------------------------------- | ---------------- | ------ |
| 1       | Dimanche 17 juin 2018     | 21:05 - 22:40 | 3 402 000                 | 13,9 %                                 | 2e               | [ 14 ] |
| 3       | Dimanche 24 juin 2018     | 21:05 - 22:40 | 3 518 000                 | 15,4 %                                 | 2e               | [ 15 ] |
| 2       | Dimanche 1er juillet 2018 | 21:05 - 22:40 | 2 965 000                 | 13,4 %                                 | 2e               | [ 16 ] |
| 4       | Dimanche 8 juillet 2018   | 21:05 - 22:40 | 3 096 000                 | 15,8 %                                 | 2e               | [ 17 ] |
| 5       | Dimanche 15 juillet 2018  | 21:05 - 22:40 | 3 005 000                 | 15,6 %                                 | 2e               | [ 18 ] |
| 6       | Dimanche 22 juillet 2018  | 21:05 - 22:40 | 2 960 000                 | 15,3 %                                 | 2e               | [ 19 ] |
| 7       | Dimanche 3 mai 2020       | 21:05 - 22:40 | 4 898 000                 | 18 %                                   | 1er              | [ 20 ] |
| 8       | Dimanche 5 septembre 2021 | 21:05 - 22:40 | 3 025 000                 | 14,4 %                                 | 2e               | [ 21 ] |
| 9       | Dimanche 29 mai 2022      | 21:10 - 22:40 | 3 269 000                 | 16,4 %                                 | 2e               | [ 22 ] |
| 10      | Dimanche 3 septembre 2023 | 21:10 - 22:40 | 2 389 000                 | 12,3 %                                 | 3e               | [ 23 ] |
| 11      | Dimanche 25 août 2024     | 21:10 - 22:40 | 2 790 000                 | 16,3 %                                 | 1er              | [ 24 ] |